# Olóriz
Olóriz település Spanyolországban, Navarra autonóm közösségben. Olóriz Orísoain, Leoz, Ibargoiti, Monreal-Elo, Unzué-Untzue, Barásoain és Garínoain községekkel határos. Lakosainak száma 215 fő (2024).

## Népesség
A település népessége az elmúlt években az alábbi módon változott:
| Lakosok száma | 170  | 193  | 194  | 174  | 183  | 191  | 200  | 203  | 210  | 215  |
|               | 2001 | 2004 | 2006 | 2009 | 2011 | 2014 | 2016 | 2019 | 2021 | 2024 |